# 贛鋒鋰業
贛鋒鋰業股份有限公司，簡稱贛鋒鋰業股份，以及贛鋒鋰業（英語：Ganfeng Lithium Co.,Ltd.，深交所：002460、港交所：1772），是在2000年，由主席李良彬，於總部江西省 新余市創立，業務在中國內地和全球經營鋰、各類其他金屬。

## 历史[2]
在2000年，由主席李良彬和李華彪，於總部江西省 新余市 創立贛鋒鋰業。
2003年，建成生產鋰基地。
2010年8月10日，於深圳證券交易所上市，招股價為20.7元人民幣，而發行新股為2500萬股，而集資額5.175億元人民幣。
2014年，贛鋒鋰業投資阿根廷 Mariana 锂-钾卤水矿项目。
2015年，贛鋒鋰業投资澳大利亚RIM公司，获得其Mount Marion锂辉石项目权益。
2018年10月11日，股份於香港交易所主板上市，招股定價為26.5港元，發行股份為200,185,800股H股，集資額為31.71億港元，用作擴張鋰產業，国调基金、LG、三星、东风汽车、一汽、金沙江资本作為六大基石投資者。